# Libnotes (Libnotes) rufata
Libnotes (Libnotes) rufata is een tweevleugelige uit de familie steltmuggen (Limoniidae). De soort komt voor in het Oriëntaals gebied.